# Oeax obtusicollis
Oeax obtusicollis es una especie de escarabajo longicornio del género Oeax, subfamilia Lamiinae. Fue descrita científicamente por Breuning en 1939.
Se distribuye por Senegal. Posee una longitud corporal de 12 milímetros.